# Stolzenberg (Naturschutzgebiet)
Das Naturschutzgebiet Stolzenberg ist das kleinste Naturschutzgebiet im Donnersbergkreis in Rheinland-Pfalz.
Das etwa 6,50 ha große Gebiet, das im Jahr 1982 unter Naturschutz gestellt wurde, erstreckt sich auf dem namensgebenden, 338,2 m hohen Stolzenberg im Nordpfälzer Bergland, östlich der Ortsgemeinde Bayerfeld-Steckweiler. Unweit nördlich verläuft die Kreisstraße 30, westlich fließt die Alsenz und verläuft die B 48.
Schutzzweck ist die Erhaltung der Trockenrasenflora und Felsgrusgesellschaften als Standort seltener Pflanzenarten und Pflanzengesellschaften sowie als Lebensraum der daran gebundenen, seltenen Tierarten aus wissenschaftlichen Gründen.